# Il soldato di Napoleone
Addio vecchio paese, addio giovani amici

Napoleone chiama la meglio gioventù»
Il soldato di Napoleone è una canzone di Sergio Endrigo tratta dal poemetto di Pier Paolo Pasolini in friulano Il soldât di Napoleon, dalla raccolta intitolata La meglio gioventù (1954).

## La canzone: storia e contenuto
(Sergio Endrigo )
Il direttore artistico della RCA, Ennio Melis ebbe l'idea di far collaborare Sergio Endrigo con Pier Paolo Pasolini. Voleva che Pasolini scrivesse i testi per delle ballate che parlassero del mondo che aveva descritto nei suoi romanzi, ambientati nella Roma delle periferie, e che Endrigo li musicasse. Endrigo incontrò Pasolini e gli fece la proposta ed il poeta gli disse di cercare fra le sue poesie friulane e di scegliere a suo piacimento. Endrigo musicò Il soldato di Napoleone che uscì nell'LP Sergio Endrigo nel 1962.
Nel componimento è narrata  la storia di un giovane di Casarsa che segue l'esercito di Napoleone nella campagna di Russia. Dopo alcuni mesi il soldato si trova in Polonia; sopraggiunto l'inverno, per difendersi dal freddo, il giovane per non morire squarcia il ventre del suo cavallo e si riscalda dentro le viscere dell'animale. Susanna con suo padre passa di lì sul carro e chiede al padre di salvare il giovanotto. Il soldato dichiara il suo amore alla ragazza, la quale in un primo momento si mostra riluttante, ma dopo un po' scapperanno assieme in quel di Francia.

## Altre versioni
- Laura Betti
- Roberto Vecchioni

Altri interpreti
- Grazia De Marchi